# John Smeaton
John Smeaton (8. červen 1724 – 28. říjen 1792) byl stavební inženýr odpovědný za projektování mostů, průplavů, přístavů a majáků. Je často považován za „otce stavebního inženýrství“. Byl také více než schopný strojní inženýr a významný fyzik, současně byl také členem Lunární společnosti.

## Právo a fyzika
Narodil se v Austhorpe poblíž Leedsu v Západním Yorkshiru v Anglii. Po absolvování studia na Grammar School v Leedsu se zapojil do práce v otcově právnické firmě, ale posléze ji opustil, tvořil různé matematické přístroje (spolupracoval s Henrym Hindleyem), stal se vývojářem, vyvinul mezi jinými přístroji pyrometr ke studiu rozpínání materiálu a otáčivý reflektor (pro námořní navigaci).
Roku 1753 byl zvolen za člena Royal Society (Královské společnosti) a roku 1759 obdržel Copleyho medaili za výzkum mechaniky vodních kol a větrných mlýnů. Jeho pojednání věnované vztahu mezi tlakem a rychlostí pro objekty pohybující se vzduchem a jeho koncepty vedly později k definování „Smeatonova koeficientu“.
V letech 1759-1782 provedl také řadu dalších experimentů a měření na vodních kolech, která ho přivedla k podpoře teorie vis viva německého vědce Gottfrieda Leibnitze, rané formulace zákona zachování energie. To vedlo ke konfliktu se členy akademického ústavu, kteří odmítali Leibnitzovu teorii, protože věřili, že je neslučitelná s zákona zachování hybnosti Isaaca Newtona. Diskuze byla totiž nešťastně poznamenána nacionalistickými výlevy části členů ústavu.

## Stavebnictví

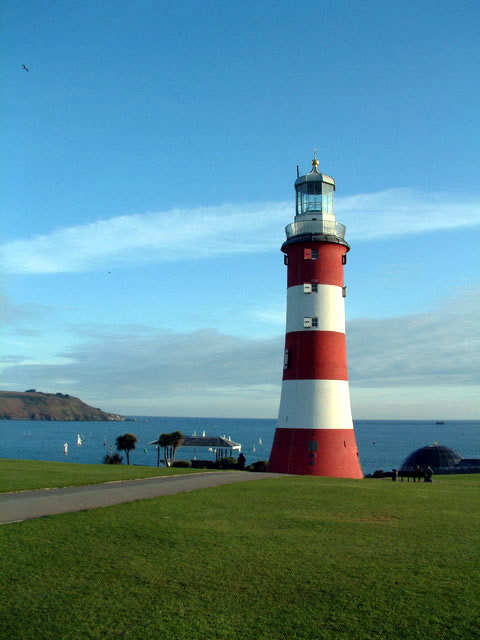
Smeatonův maják, původně postavený v roce 1759 na Eddystone Rocks, dnes umístěný v Plymouth Hoe

Na doporučení Královské společnosti Smeaton navrhl třetí Eddystonský maják (1755-1757). Prosazoval používání hydraulického vápna (forma malty, která se může ukládat pod vodou) a vyvinul techniku týkající se čepování žulových bloků, kterou použil při stavbě majáku. Jím postavený maják byl v provozu až do roku 1877, kdy byla zjištěna koroze jeho skalních základů. Poté byl maják rozebrán a částečně přestavěn na ploše Plymouthského přístavu, zvané Plymouth Hoe.
Rozhodnutím, že se chce zaměřit na lukrativní pole stavebního inženýrství, zahájil rozsáhlou řadu pověření ke stavbám, zahrnující:
- Navigace v Calderu a Hebblu (1758–1770)
- Coldstreamský most přes řeku Tweed (1762–1767)
- Vylepšení navigace řeky Lee (1765–1770)
- Most v Perthu přes řeku Tay (1766–1771)
- Riponský průplav (1766–1773)
- Newarský viadukt nad řekou Trent v Nottinghamshire (1768–1770)
- Kanál Forth–Clyde z Grangemouthu do Glasgowa (1768–1777)
- Přístav Banff (1770–1775)
- Most v Aberdeenu (1775–1780)
- Přístav v Peterheadu (1775)
- Přístavní práce v Ramsgate (akumulační nádrž 1776–1783; molo 1788–1792)
- Most v Hexham(1777–1790)
- Birminghamský a Fazeleyský průplav (1782–1789)
- Přístav St Austell's Charlestown v Cornwallu (1792)

Vzhledem k tomu, že jeho odborností bylo inženýrství, byl Smeaton roku 1782 povolán ke dvoru kvůli posudku, který se týkal případu, zabývajícího se usazováním naplavenin v přístavu u Wells-next-the-Sea v Norfolku. Je tak považován za prvního odborného znalce, který se u anglického dvora objevil.
Roku 1791 Smeaton vydává v Londýně knihu, týkající se výstavby Eddystonského majáku. Z této knihy vyplývá, že již před stavbou majáku Smeaton studoval otázky kolem vodních staveb a zabýval se díly starořímského Vitruvia nebo Francouze Bélidora. Smeaton se však na rozdíl od tehdejších praktiků dává při výzkumu materiálů cestou vědeckého přístupu a kritického hodnocení dřívějších poznatků. Po konzultacích s chemikem Cookworthym např. došel k závěru, že pevnost zatvrdlého vápna nezávisí na tvrdosti vápence, z něhož se vyrábí, ale na jeho chemickém složení. Po sérii pokusů pak dospěl k závěru, že pro užití vápna ve vodním stavitelství je rozhodující obsah hlinitých příměsí ve vápenci. Tím Smeaton udělal první krok ve výzkumu a výrobě moderních hydraulických pojiv, který vyústil roku 1824 patentem J. Aspdina na výrobu portlandského cementu.

## Strojní inženýr
Využívání svých schopností strojního inženýra mu pomohlo vynalézt vodní motor pro Královské Botanické zahrady v Kew roku 1761 a vodní mlýn u Alstonu v Cumbrii roku 1767 (pro některé je známý vynálezem litinové hnací poloosy pro vodní kola). Roku 1765 se pokusil zkonstruovat vyvrtávačku válců atmosférických parních strojů, což představovalo jeden z největších problémů té doby při jejich konstrukci. O 3 roky později Smeaton zhotovil litinové válcové dmychadlo na vhánění vzduchu do železářských vysokých pecí, což umožnilo značně zvýšit produkci surového železa. Vylepšil také na základě vědeckých propočtů atmosférický parní stroj Thomase Newcomena a jeden z nich roku 1775 instaloval v dole Chasewater v Cornwallu.

## Odkaz
Vysoce uznáván ostatními inženýry spolupůsobil v Lunar Society a roku 1771 založil Společnost stavebních inženýrů ( Society of Civil Engineers). Prosazoval výraz stavební inženýr pro odlišení od vojenských inženýrů, vyšlých z Royal Military Academy ve Woolvichi. Po jeho smrti byla Společnost stavebních inženýrů přejmenována na Smeatonovu společnost, což byla přímá předchůdkyně Instituce stavebních inženýrů, založené roku 1818.
Jeho žáky byli inženýr zabývající se průplavy William Jessop a architekt a inženýr Benjamin Latrobe.
John Smeaton zemřel na mrtvici během procházky po zahradě svého rodného domu v Austhorpe a byl pochován ve farním kostele ve Whitkirku, v Západním Yorkshiru.
Jeho jméno nese střední škola na předměstí Leedsu, přiléhajícím ke statku Pendas Fields nedaleko od Austhorpe. Je také zmíněn v písni I Predict a Riot (jako symbol důstojného a klidného období v historii Leedsu) od anglické skupiny z Leedsu Kaiser Chiefs.